# Christmas Cup 1995
Christmas Cup 1995 se odehrál od 16. – 19. prosince 1995 v Helsinkách. Zúčastnila se čtyři reprezentační mužstva, která se utkala jednokolovým systémem každý s každým.

## Výsledky a tabulka
|    |         | SWE     | FIN    | FRA     | CZE   | V | R | P | Skóre | B |
| 1. | Švédsko | Švédsko | 4:2    | 6:3     | 2:1   | 3 | 0 | 0 | 12:6  | 6 |
| 2. | Finsko  | 2:4     | Finsko | 6:1     | 5:3   | 2 | 0 | 1 | 13:8  | 4 |
| 3. | Francie | 3:6     | 1:6    | Francie | 3:2   | 1 | 0 | 2 | 7:14  | 2 |
| 4. | Česko   | 1:2     | 3:5    | 2:3     | Česko | 0 | 0 | 3 | 6:10  | 0 |